# Squalus japonicus
El galludo japonés (Squalus japonicus) es un escualiforme de la familia Squalidae. Habita en el océano Pacífico occidental, incluyendo el sureste de Japón y el mar de China Oriental, la República de Corea, las Filipinas y el mar de Arafura.